# ロビンソン・デ・オリヴェイラ
ロビンソンことロビンソン・デ・オリヴェイラ（Robinson De Oliveira、1957年1月24日 - ）は、ブラジル・サンパウロ州出身の元プロサッカー選手、サッカー指導者。現役時代のポジションはゴールキーパー。

## 来歴
選手時代はゴールキーパーとしてサンパウロFCやポンチ・プレッタに所属した。
1995年、旧JFLの大塚FC（現・徳島ヴォルティス）にゴールキーパーコーチ（GKコーチ）として招かれて日本に渡る。
1997年にはJリーグ・ベルマーレ平塚（現・湘南ベルマーレ）のGKコーチに就任。植木繁晴が監督として指揮を執った2シーズンをGKコーチとして支えた。
当時の平塚には1998年のフランスW杯にも出場した小島伸幸などが所属していた。
2000年、前任者である松井清隆の退団に伴いJ1・ガンバ大阪のGKコーチに就任。実に6シーズンの長きに渡って早野宏史、竹本一彦、西野朗といった歴代の日本人監督たちに仕え、都築龍太、松代直樹、藤ヶ谷陽介らのJリーグを代表する名GKたちを育成、指導した。
G大阪での最後のシーズンとなった2005年には見事J1リーグ優勝を果たし、有終の美を飾ってブラジルへと帰国した。長年のGK指導の影響（シュート打ち込みなど）で悪化した両ひざを2004年シーズンオフに手術した影響もあったと思われるが、2000年に岡中勇人（2002年に大分へ移籍）からポジションを奪った都築が、2003年には浦和へ移籍。都築からポジションを奪った松代が2005年には藤ヶ谷にポジションを奪われるなど、安定しないGK陣のメンタル面でのケアに苦しみ退団することになった。
翌2006年は古巣のポンチ・プレッタでGKコーチを務める。
2007年、J1の柏レイソルのGKコーチに就任。柏では南雄太と菅野孝憲が熾烈なポジション争いを繰り広げていた。2008年シーズンをもって柏を退団した。

## 選手歴
- 1978年 - 1981年  ポンチ・プレッタ
- 1982年  サンパウロFC
- 1983年 - 1984年  ポンチ・プレッタ
- 1985年 - 1987年  グアラニFC
- 1988年 - 1989年  ECヴィトーリア

## 指導歴
- 1995年  大塚FC
- 1997年 - 1998年  ベルマーレ平塚
- 2000年 - 2005年  ガンバ大阪
- 2006年  ポンチ・プレッタ
- 2007年 - 2008年  柏レイソル

全てGKコーチとしての指導